# Deelnemers UEFA-toernooien Georgië
Onderstaande tabellen bevatten de deelnemers aan de UEFA-toernooien uit  Georgië.

## Mannen
Zie ook Deelnemers UEFA-toernooien Sovjet-Unie voor deelnames van Dinamo Tbilisi voor 1992.
NB Klikken op de clubnaam geeft een link naar het Wikipedia-artikel over het betreffende toernooi in het betreffende seizoen.
| Seizoen | Champions League    | Europacup II                                                        | UEFA Cup                          | Intertoto Cup      |
| ------- | ------------------- | ------------------------------------------------------------------- | --------------------------------- | ------------------ |
| 1993/94 | Dinamo Tbilisi      |                                                                     |                                   |                    |
| 1994/95 |                     |                                                                     | Dinamo Tbilisi                    |                    |
| 1995/96 |                     | Dinamo Batoemi                                                      | Dinamo Tbilisi FC Samtredia       |                    |
| 1996/97 |                     | Dinamo Batoemi                                                      | Dinamo Tbilisi Margveti Zestaponi | Kolcheti 1913 Poti |
| 1997/98 | Dinamo Tbilisi ->   | Dinamo Batoemi                                                      | Dinamo Tbilisi Kolcheti 1913 Poti | Merani/91 Tbilisi  |
| 1998/99 | Dinamo Tbilisi ->   | Dinamo Batoemi                                                      | Dinamo Tbilisi Kolcheti 1913 Poti | Torpedo Koetaisi   |
| Seizoen | Champions League    | UEFA Cup                                                            | Intertoto Cup                     |                    |
| 1999/00 | Dinamo Tbilisi      | Lokomotivi Tbilisi Torpedo Koetaisi                                 | Kolcheti 1913 Poti                |                    |
| 2000/01 | Torpedo Koetaisi    | Lokomotivi Tbilisi WIT Georgia Tbilisi                              | Dinamo Tbilisi                    |                    |
| 2001/02 | TTorpedo Koetaisi   | Dinamo Tbilisi Lokomotivi Tbilisi                                   | WIT Georgia Tbilisi               |                    |
| 2002/03 | Torpedo Koetaisi    | Dinamo Tbilisi Lokomotivi Tbilisi                                   | WIT Georgia Tbilisi               |                    |
| 2003/04 | Dinamo Tbilisi      | Sioni Bolnisi Torpedo Koetaisi                                      | WIT Georgia Tbilisi               |                    |
| 2004/05 | WIT Georgia Tbilisi | Dinamo Tbilisi FC Tbilisi                                           | Dila Gori                         |                    |
| 2005/06 | Dinamo Tbilisi      | Lokomotivi Tbilisi Torpedo Koetaisi                                 | WIT Georgia Tbilisi               |                    |
| 2006/07 | Sioni Bolnisi       | Ameri Tbilisi WIT Georgia Tbilisi                                   | Dinamo Tbilisi                    |                    |
| 2007/08 | Olimpi Roestavi     | Ameri Tbilisi Dinamo Tbilisi                                        | FC Zestafoni                      |                    |
| 2008/09 | Dinamo Tbilisi      | WIT Georgia Tbilisi FC Zestafoni                                    | Lokomotivi Tbilisi                |                    |
| Seizoen | Champions League    | Europa League                                                       |                                   |                    |
| 2009/10 | WIT Georgia Tbilisi | Dinamo Tbilisi Olimpi Roestavi FC Zestafoni                         |                                   |                    |
| 2010/11 | Olimpi Roestavi     | Dinamo Tbilisi WIT Georgia Tbilisi FC Zestafoni                     |                                   |                    |
| 2011/12 | FC Zestafoni ->     | FC Zestafoni Dinamo Tbilisi FK Gagra Olimpi Roestavi                |                                   |                    |
| 2012/13 | FC Zestafoni        | Dila Gori Olimpi Roestavi Torpedo Koetaisi                          |                                   |                    |
| 2013/14 | Dinamo Tbilisi ->   | Dinamo Tbilisi Dila Gori Torpedo Koetaisi Tsjichoera Satsjchere     |                                   |                    |
| 2014/15 | Dinamo Tbilisi      | Sioni Bolnisi Tsjichoera Satsjchere FC Zestafoni                    |                                   |                    |
| 2015/16 | Dila Gori           | Dinamo Batoemi Dinamo Tbilisi FC Tschinvali                         |                                   |                    |
| 2016/17 | Dinamo Tbilisi ->   | Dinamo Tbilisi Dila Gori FC Samtredia Tsjichoera Satsjchere         |                                   |                    |
| 2017/18 | FC Samtredia        | Dinamo Batoemi Torpedo Koetaisi Tsjichoera Satsjchere               |                                   |                    |
| 2018/19 | Torpedo Koetaisi -> | Torpedo Koetaisi Dinamo Tbilisi FC Samtredia Tsjichoera Satsjchere  |                                   |                    |
| 2019/20 | FC Saboertalo ->    | FC Saboertalo Dinamo Tbilisi Torpedo Koetaisi Tsjichoera Satsjchere |                                   |                    |
| 2020/21 | Dinamo Tbilisi ->   | Dinamo Tbilisi Dinamo Batoemi Lokomotivi Tbilisi FC Saboertalo      |                                   |                    |
| Seizoen | Champions League    | Europa League                                                       | Europa Conference League          |                    |
| 2021/22 | Dinamo Tbilisi      | 0                                                                   | Dila Gori Dinamo Batoemi FK Gagra |                    |

### Deelnames
Aantal seizoenen
| 27x FC Dinamo Tbilisi (exclusief deelnames USSR, 10x) 12x Torpedo Koetaisi 10x WIT Georgia 08x Dinamo Batoemi 07x FC Zestafoni 07x Lokomotivi Tbilisi 06x Dila Gori 06x Tsjichoera Satsjchere 05x Olimpi Roestavi | 04x Kolcheti 1913 Poti 04x FC Samtredia 03x Sioni Bolnisi 02x FK Ameri 02x FK Gagra 02x FC Saboertalo 02x FK Tbilisi (inclusief Merani-91, 1x) 01x Margveti Zestafoni 01x FC Tschinvali |

## Vrouwen
NB Klikken op de clubnaam geeft een link naar het Wikipedia-artikel over het betreffende toernooi in het betreffende seizoen.
| Seizoen          | Women's Cup                        |
| ---------------- | ---------------------------------- |
| 2001/02- 2006/07 | geen deelname                      |
| 2007/08          | Dinamo Tbilisi                     |
| 2008/09          | Iveria Chasjoeri (trok zich terug) |
| Seizoen          | Champions League                   |
| 2009/10          | Norchi Dinamoeli                   |
| 2010/11          | Baia Zoegdidi                      |
| 2011/12- 2016/17 | geen deelname                      |
| 2017/18          | Martve Kutaisi                     |
| 2018/19          | Martve Kutaisi                     |
| 2019/20          | Nike Tbilisi                       |
| 2020/21          | FC Lantsjchoeti                    |
| 2021/22          | Nike Tbilisi                       |

### Deelnames
02× Martve Kutaisi
02× Nike Tbilisi
01× Baia Zoegdidi
01× FC Dinamo Tbilisi
01× Goeria Lantsjchoeti
01× Nortsji Dinamoeli
00× Iveria Chasjoeri
Albanië ·
Andorra ·
Armenië ·
Azerbeidzjan ·
België ·
Bosnië en Herzegovina ·
Bulgarije ·
Cyprus ·
Denemarken ·
Duitsland ·
Engeland ·
Estland ·
Faeröer ·
Finland ·
Frankrijk ·
Georgië ·
Gibraltar ·
Griekenland ·
Hongarije ·
Ierland ·
IJsland ·
Israël ·
Italië ·
Kazachstan ·
Kroatië ·
Kosovo ·
Letland ·
Liechtenstein ·
Litouwen ·
Luxemburg ·
Malta ·
Moldavië ·
Montenegro ·
Nederland ·
Noord-Ierland ·
Noord-Macedonië ·
Noorwegen ·
Oekraïne ·
Oostenrijk ·
Polen ·
Portugal ·
Roemenië ·
Rusland ·
San Marino ·
Schotland ·
Servië ·
Slovenië ·
Slowakije ·
Spanje ·
Tsjechië ·
Turkije ·
Wales ·
Wit-Rusland ·
Zweden ·
Zwitserland

Historie:
DDR ·
Joegoslavië ·
Saarland ·
Sovjet-Unie ·
Tsjecho-Slowakije